# Мањак (Грчка)
Мањак (грч. Μανιάκοι) је насељено место у општини Костур у периферији Западна Македонија, Грчка. Према попису из 2021. године било је 2.612 становника.
Према бугарском географу и историчару, Василу Канчову, у Мањаку је 1900. године живело 126 Словена хришћана. До Грчког грађанског рата Мањак је био словенско насеље. Након рата локално становништво се иселило а насељен је већи број грчких избегличких породица. Од шездесетих година 20. века у Мањак се досељава велики број породица из околних мањих словенских насеља.